# Michael Lampert (Kickboxer)
Michael Lampert (* 10. August 1990 in Grabs) ist ein Liechtensteiner Kickboxer.

## Karriere
Der gelernte Bankkaufmann Michael Lampert ging bis zu seinem 19. Lebensjahr seiner Leidenschaft, dem Fußball, bei dem FC Ruggell nach. Danach widmete er sich dem Kickboxen.
Lampert war jahrelang Mitglied der Liechtensteiner Nationalmannschaft im Kickboxen und Kämpfer des Kickboxvereins Chikudo Martial Arts. Er nahm an nationalen und internationalen Wettkämpfen im Kickboxen des Weltverbandes WAKO Kickboxing teil.
Bei dem US-Open-Weltcup-Turnier 2015 in Orlando (USA) konnte er seinen ersten internationalen Sieg feiern.
Den zweiten großen Erfolg seiner Karriere erzielte Michael Lampert beim Irish Open World Cup in Dublin (Irland). Er gewann 2016 als erster Liechtensteiner überhaupt das Irish Open. Im selben Jahr gewann er zudem den Weltcup in Innsbruck (Österreich) und die Bronzemedaille bei der WAKO-Europameisterschaft in Maribor (Slowenien).
Einen weiteren Titel erkämpfte sich Lampert beim Weltcup-Turnier in Amsterdam im Jahre 2018. Mit dem Sieg im Europa Cup 2020 in Conegliano (Italien) sowie dem Gewinn der Athens Challenge in Athen (Griechenland) reiste er als Favorit zum Weltcup in Dublin. Ihn gewann er 2020 zum zweiten Mal in seiner Karriere.
Nach über sechs Jahren Abstinenz von den WAKO Weltmeisterschaften wurde Michael Lampert bei der WAKO-Weltmeisterschaft 2021 in Jesolo (Italien) Vize-Weltmeister. Nach dem
Wettkampf beendete er im November 2021 als Weltranglisten-Erster seiner Gewichtsklasse die Wettkämpferlaufbahn.
Im Dezember 2021 wurde er in Liechtenstein zum Sportler des Jahres gewählt.
Auszeichnung als Coach des Jahres
Im Jahr 2024 wurde Michael Lampert bei der Liechtenstein Olympic "Nacht des Sports" als Coach des Jahres ausgezeichnet. Er setzte sich dabei gegen Nominierte aus den Sportarten Fußball und Squash durch. Mit dieser Ehrung ist Lampert der erste Sportler in Liechtenstein, dem sowohl der Titel Sportler des Jahres als auch Coach des Jahres verliehen wurde.